# شولیکوواتس
شولیکوواتس (به صربی: Šuljkovac) یک روستا در صربستان است که در ناحیه پوموراولیه واقع شده‌است.
 شولیکوواتس  ۶۹۵ نفر جمعیت دارد.